# Cyneberht (évêque de Lindsey)
Pour les articles homonymes, voir Cyneberht.
Cyneberht (mort en 732) est un prélat anglo-saxon de la première moitié du VIIIe siècle.

## Biographie
Cyneberht est sacré évêque de Lindsey entre 716 et 731. Le chroniqueur northumbrien Bède le Vénérable indique dans la préface de son Histoire ecclésiastique du peuple anglais que ses écrits lui ont servi de source pour ce qu'il dit de la christianisation du Lindsey et de la succession des évêques dans cette province.
Sa mort est enregistrée sous l'année 732 dans la deuxième continuation anonyme de l'Histoire ecclésiastique de Bède. Son successeur Alwig est sacré par l'archevêque de Cantorbéry Tatwine en 733.